# Geografia del Níger

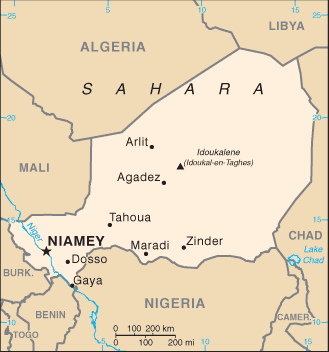
Níger

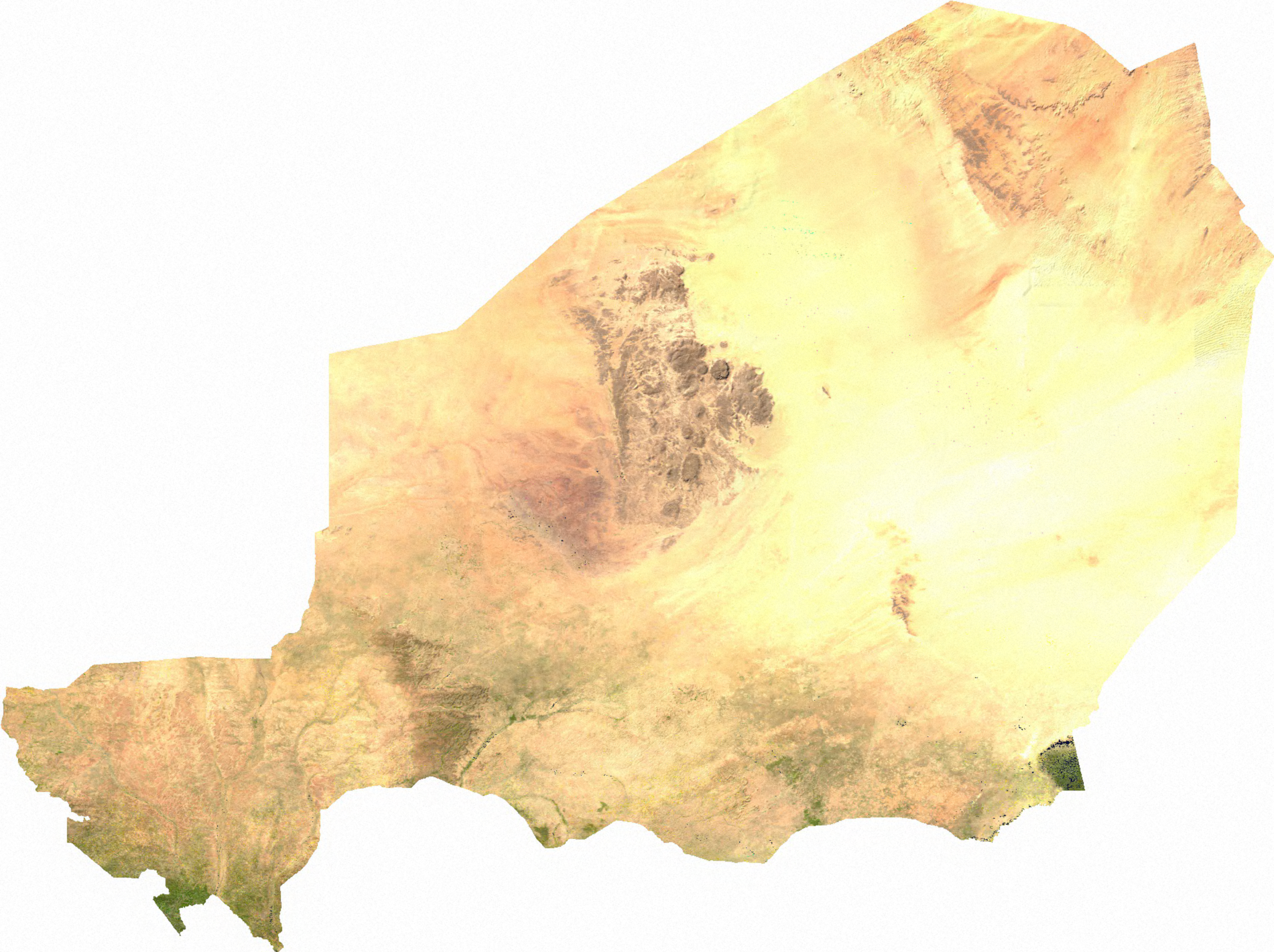
Imatge de satèl·lit del Níger.

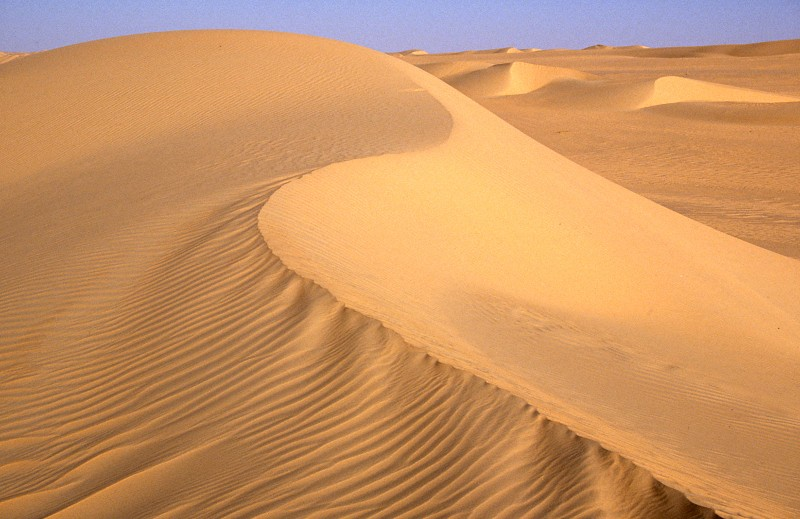
Erg de Bilma.

La geografia del Níger és la d'un estat sense litoral situat a l'Àfrica Occidental. Enclavat al mig de l'occident africà, el Níger té les dues terceres parts del seu territori en el desert del Sàhara, situant-se la majoria del país entre 200 i 500 msnm, les quals són pràcticament inhabitables i constitueixen tot el nord de l'estat. La zona més desenvolupada és per tant la meridional, a la franja que segueix la frontera des de Nigèria fins a Mali, en particular a la vora del riu Níger. Presenta grans sabanes on és possible criar bestiar i practicar una agricultura primitiva. És en aquesta última regió on es troba la capital, Niamey, i la majoria de la resta de centres poblats: Zinder, Maradi i Tillabery).
El Níger és el 22è país més gran del món, amb una àrea d'1.267.000 km², que per a efectes comparatius és similar a la del Perú o dues vegades la d'Espanya. Limita amb Algèria (956 km), Benín (266 km), Burkina Faso (628 km), Txad (1.175 km), Líbia (354 km), Mali (821 km) i Nigèria (1.497 km).
La zona desèrtica aconsegueix el seu màxim rigor al Teneré. És on hi ha massissos muntanyosos com el de l'Aïr, que té el seu màxim pic en el mont Bagzane, de 2022 msnm. Les ciutats més importants d'aquesta zona "interior" del país són Tahoua i Agadez. L'àrea va ser declarada Patrimoni de la Humanitat per la Unesco, i el 1992 va ser inclosa en la Llista del Patrimoni de la Humanitat en perill.
Finalment, cal assenyalar que a l'extrem sud-oriental de l'estat es troba una part del llac Txad, que el Níger comparteix amb el Txad i amb Nigèria. Més concretament, aquest es troba en una zona habitada pels Beri. Aquest costat i el riu Níger (al sud-est) subministren la major part de l'aigua potable de l'estat.

## Relleu

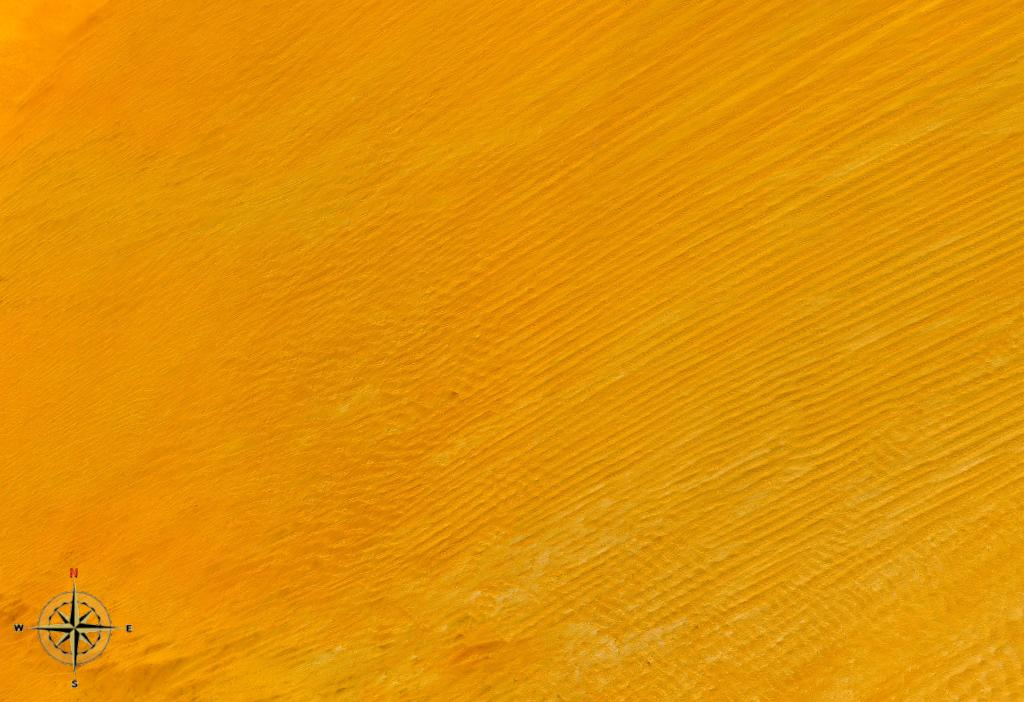
Regió del Teneré al Níger (NASA).

El Níger és una gran peniplanura antiga, amb una altitud mitjana de 350 m. Tres grans àrees es distingeixen:
El sud del Níger
La zona sud del Níger és una franja de 1.300 km de llarg que va des de la frontera amb Nigèria fins a Mali. La seva amplària no sobrepassa els 200 km (N'Guigmi, Tanout, Tahoua, Mali). És la part menys àrida del territori nacional i constitueix el "Níger útil". A l'est, el relleu dels Damagaram divideix les aigües de la conca hidrogràfica del llac Txad i la de l'Atlàntic. Les cubetes argilenques poden mantenir una zona lacustre. Aquesta regió es compon principalment d'altiplans d'arenisques, amb mantells de sorra, depressions i barris fòssils reactivats en la temporada de les pluges. A l'oest, l'altiplà està tallat per la vall del riu Níger i els barris fòssils de Bosso i Maouri.
L'Aïr
Les Muntanyes d'Aïr formen un massís muntanyenc situat al nord-oest del país, estenent-se sobre 300 km de nord a sud i 200 km d'est a oest. Presenta un conjunt de massissos cristal·lins i volcànics que emergeixen d'un sòcol antic. Les altituds sobrepassen els 1.000 m: el punt culminant de les muntanyes Aïr són la Muntanya Idoukal-n-Taghès (2.022 m). La vessant sud s'enfonsa en una depressió dominada pel penya-segat de Tiguidit. El vessant est està en contacte amb el desert del Teneré. A l'oest, la transició es duu a terme ràpidament amb la plana de Talak i les regions d'Azawak i Tamesna. L'Aïr presenta uns vessants variats en el centre d'una plana monòtona i hiperàrida.
El Teneré
Constitueix la major part del nord-est del país. És una plana sorrenca hiperàrida que acaba per l'est en el penya-segat de Kaouar i en el nord pels altiplans de Djado i Mangueni. És, amb el Majabat al Koubra i el desert libi, la zona més seca del Sàhara actual.

## Clima
El clima del Níger és principalment sec, amb molt de desert. A l'extrem sud hi ha el clima tropical als marges del riu Níger. Al desert hi predominen les planes al sud i les dunes al nord.
El clima nigerí és un dels més durs del món, presentant les temperatures més elevades de tot el planeta: és tan calent que la temperatura mitjana supera els 30 °C. El país ha sofert un fort procés de desertificació durant l'últim mig segle, perdent de mitjana més de 100 mm d'aigua de pluja.
Les altes temperatures i el clima desèrtic posen el territori nigerià en permanent perill a causa de les sequeres periòdiques. El poc rec artificial i l'escassa superfície de terres cultivables comporten altres problemes, com el sobrepasturatge i la desertificació per la mà de l'home. D'altres problemes ecològics del país són la caça furtiva, les nombroses espècies en perill d'extinció, l'erosió i la desforestació.

## Hidrografia

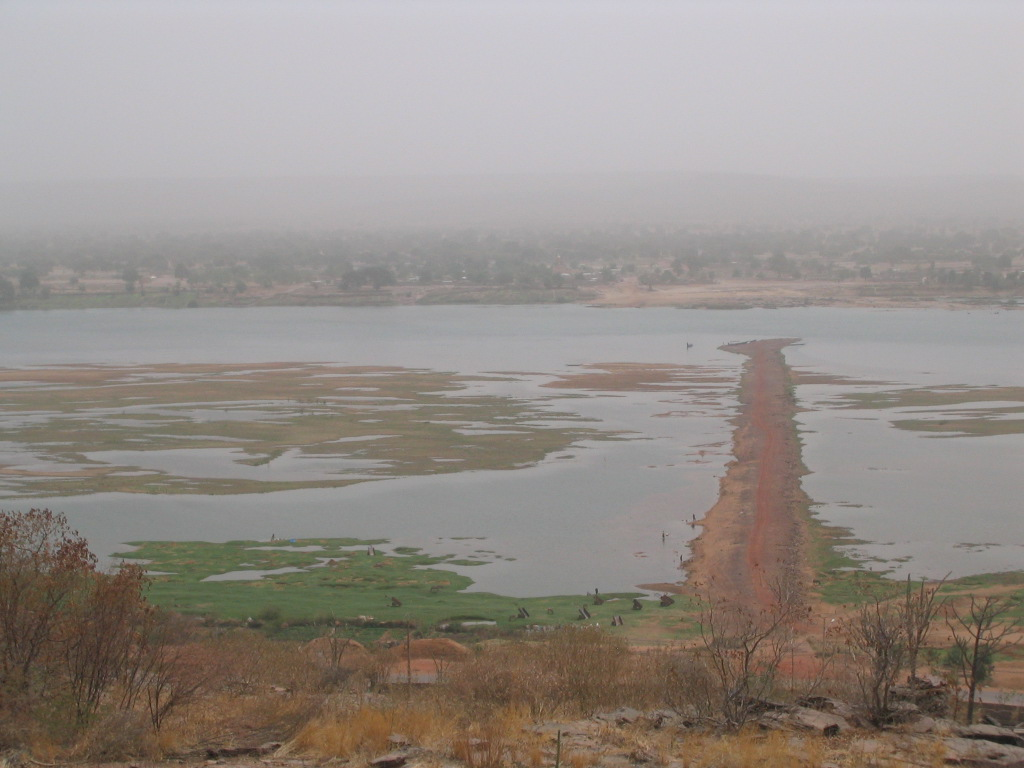
Riu Níger.

La principal conca és la del riu Níger, que és crucial per al comerç, l'agricultura, la pesca i el turisme. El seu principal afluent és el riu Benue. Amb 4.200 km de distància és el tercer a escala continental, després del Nil i del Congo. Neix a la frontera entre Sierra Leone i Guinea, flueix d'occident a orient, passant abans del Níger per Mali. Després de travessar el país entra a Nigèria, on desemboca en un ampli delta a l'Atlàntic. En aquest sentit constitueix la principal font de comunicació amb l'exterior, així com el seu principal canal per a l'exportació.
A l'extrem sud-oriental es troba una part del llac Txad, que el Níger comparteix amb el Txad, amb Nigèria i amb el Camerun. En aquesta àrea habiten els Beri. Al costat del riu Níger, el llac subministra la major part de l'aigua potable del país.

## Ecologia

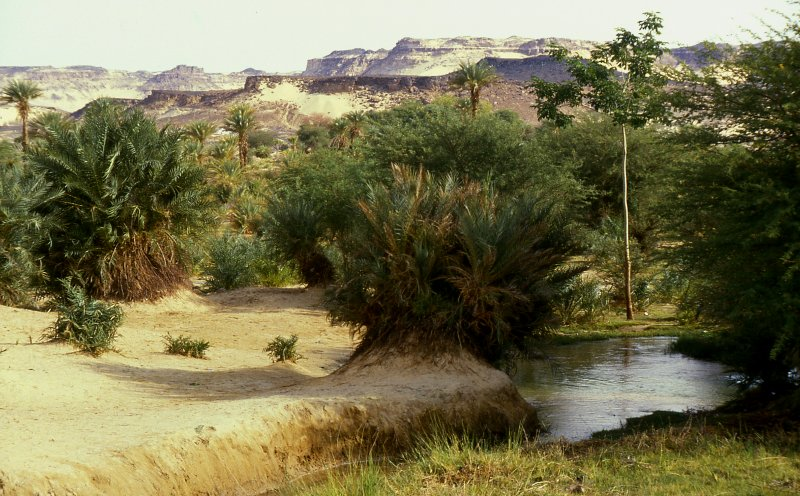
Oasi de Bilma.

Les altes temperatures i el clima desèrtic posen al territori nigerí en permanent perill a causa de les sequeres periòdiques. El poc reg artificial i l'escassa superfície de terres cultivables comporten altres problemes, com el sobrepastoreig i la desertificació antròpica.
Altres problemes ecològics del país són la caça furtiva, la pressió sobre les nombroses espècies en perill d'extinció, l'erosió i la desforestació.
Els principals biomes presents al Níger són el desert, al nord, i la sabana, al sud. Segons WWF, les principals ecoregions presents al Níger són, de nord a sud el desert del Sàhara, l'estepa i la sabana arbrada del Sàhara meridional, la sabana d'acàcies del Sahel i la sabana sudanesa occidental.
A més, estan presents la muntanya xeròfila del Sàhara occidental a les muntanyes d'Air i la sabana inundada del llac Txad, al voltant del llac Txad, en el sud-est.

## Dades
El punt més baix és el Riu Níger amb una elevació de 200 m.
El punt més alt és el Mont Bagzane de 2.022 m.
Recursos naturals:
urani, carbó, ferro, minerals, alumini, fosfats, or, petroli
Ús de la terra:

terra cultivable:
3%

cultius permanents:
0%

pastures permanents:
7%

zones boscoses:
2%

altres:
88% (1993 est.)
Terra irrigada: 660 km² (est. 1993)
Perills naturals: sequeres recurrents
Medi ambient - assumptes actuals:
sobrepasturatge; erosió del sòl; desforestació; desertificació; vida salvatge (com elefants, hipopòtams, girafes, i lleons) amenaçada per la destrucció de l'hàbitat.
Medi ambient - acords internacionals:
Biodiversitat, canvi climàtic, Desertificació, Espècies en perill, Modificació ambiental, residus perillosos, bandeig dels assaigs nuclears, Protecció de la Capa d'Ozó, aiguamolls

signat, però no ratificat:
Protocol de Quioto, Dret de la mar